# Llibre Jutge
Le Llibre Jutge (en français « Livre juge ») ou Llibre dels Judicis (en français « Livre des jugements ») est la version en catalan du Liber Iudiciorum  (également appelé Lex Visigothorum ou Code de Recceswinth) dont on connaît deux fragments du XIIe siècle qui répondent à des traductions, des chronologies et des territoires sans lien entre eux.
Ces deux fragments sont d'un grand intérêt à la fois pour l'histoire du droit catalan et pour l'histoire de la langue catalane, car ce sont les premiers textes conservés sans phrases en latin, exprimant ainsi le besoin que le texte soit accessible y compris pour des lecteurs ne connaissant pas le latin.

## Description des fragments
Le fragment le plus ancien vient de Conques (ca) dans le Pallars Jussà, où il servait, au XVIe siècle, de couverture d'un livre notarial. Ce fragment est aujourd'hui conservé Archives capitulaires d'Urgell (ca) (ms 187.1). L'étude paléographique et linguistique le situe à une date proche de 1150. Il contient des éléments de grand archaïsme et pour certains propres au catalan occidental, comme l'utilisation de « padre » et « madre » à la place de « pare » ou « mare ».
Le second fragment est conservé à la Bibliothèque de Montserrat (ca) (ms 1.109) daté entre 1180 et 1190. Il s'agit très probablement d'une copie d'un original datant de 1140. Il est relatif à la première compilation des Usages de Barcelone, dont il s'agissait d'un droit supplémentaire et on pense qu'il était utilisé par la curie comtale de Barcelone. Il contient un petit nombre de formes phonétiques typiques de l'occitan ou d'un stade plus archaïque de la langue (« pogron », « pogren », « foron », « aicelò »...).